# John Mildenhall
John Mildenhall (Little Bedwin, Wiltshire, Inglaterra; 1560-Ajmer, India; 1614) o John Midnall fue un explorador y aventurero británico y uno de los primeros en hacer un viaje por tierra a la India. Fue el embajador de estilo propio de la Compañía Británica de las Indias Orientales en la India. Suyo es el primer mausoleo grabado de un inglés en la India.

## Primeros años
John Mildenhall nació en 1560 en Little Bedwin, Wiltshire, Inglaterra,  hijo de sir John Mildenhall. John Mildenhall se casó con Elizabeth Bates en Inglaterra en 1579.

## Viaje a la India
Mildenhall fue uno de los primeros ciudadanos británicos en viajar por tierra a la India. Su nombre aparece por primera vez en los registros del Consejo de la Compañía de las Indias Orientales relacionado con una carta enviada por él «a su señor Rich Stapers, declarando qué privilegios había obtenido en las Indias y los ofrecía y sus servicios a la Sociedad por 1.500 libras en la mano».  El 21 de junio de 1608 el Consejo decidió considerar su propuesta, y en octubre nombró a Mildenhall como agente junto con Lawrence Femell y Edward Abbott. Sin embargo, Mildenhall exigió aún más y las negociaciones se rompieron.
Encargado de la venta de los productos de la Compañía en el Levante, Mildenhall, viajó a través de la Europa del Este, pasando por Scio y Esmirna, y llegó a Constantinopla el 29 de octubre de 1599. Después de una permanencia de seis meses en Constantinopla, continuó su viaje y llegó a Alepo el 24 de mayo de 1600, donde permaneció durante cuarenta y dos días. El 7 de junio de 1600 Mildenhall dejó Alepo con un séquito de seiscientas personas y después de viajar a través de Bir, Urfa, Diabekir, Butelis, Van, Nakhichevan, Julfa, Soltanieh, Kazvin, Kum, Kashan, Kirman, Sistán y Kandahar, llegó a Lahore en 1603.
Mildenhall estaba encargado de la venta de las mercancías de la Compañía en el Levante, pero en su lugar defraudó a la Compañía de las Indias Orientales británica viajando a Persia. Una carta desde Ajmer fechada el 20 de septiembre de 1614 informa a la Compañía de las Indias Orientales británica que un inglés llamado Richard Steele había llegado a Alepo junto con otro inglés, Richard Newman, en la búsqueda de un tal John Midnall que había tratado de huir con los suministros de la Compañía a la India, pero fue alcanzado y capturado en Tombaz y llevado de vuelta a Isfahán.
Mildenhall fue puesto en libertad poco después, pero se confiscaron sus mercaderías. Sin embargo, recibió una indemnización de 9.000 dólares a cambio. Poco después de su liberación, Mildenhall viajó a la India y llegó a Lahore en compañía de Newman que habían tenido un altercado con Steele y había optado por seguir a Mildenhall. Se separaron en Lahore, pero se reunieron en Agra.
Mildenhall llegó a la corte del emperador mogol Akbar y mantuvo conversaciones con él. Sin embargo, fue considerado como un proscrito por la Compañía de las Indias Orientales cuyas exportaciones al levante había desviado a la India. Por otra parte, su viaje no fue patrocinado por la Sociedad. Por lo tanto, la Compañía de las Indias Orientales envió a sir William Hawkins a la India en busca de Mildenhall y declarar todos sus tratos nulos y sin valor.

## Tumba

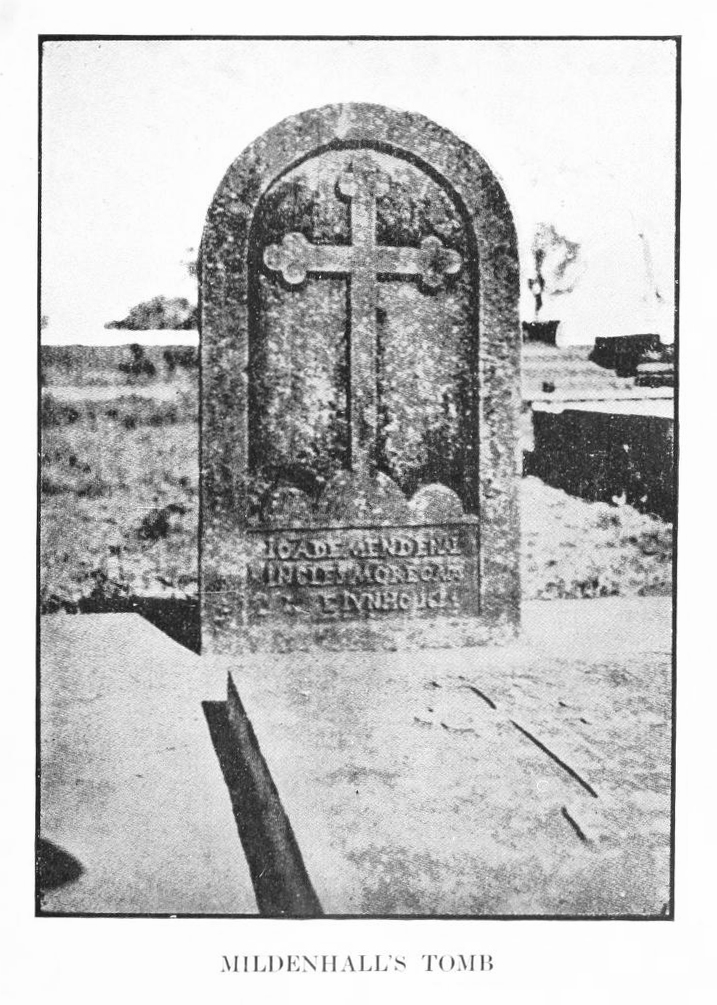
Tumba de Mildenhall en Agra

John Mildenhall está enterrado en el cementerio católico de Agra, India, bajo la siguiente inscripción:

Aquí yace John Mildenhall, inglés, que salió de Londres en 1599 y viajó a la India a través de Persia, llegó a Agra en 1600 y habló con el emperador Akbar. En una segunda visita en 1614 cayó enfermo en Lahore, muriendo en Ajmer y fue enterrado aquí gracias a los buenos oficios de Thomas Kerridge comerciante.